# Lipoglavšek
Lipoglavšek je priimek več znanih Slovencev:

## Znani nosilci priimka
- Ana Lipoglavšek (Ana Budnar; Ana Tregubov) (1915–2004), paleobotaničarka
- Franc Lipoglavšek (*1944), prometni inženir in politik
- Ivana Lipoglavšek (*1927), klavirska pedagoginja
- Marjan Lipoglavšek (1941–2019), gozdar, univ. profesor
- Marjana Lipoglavšek Cimperman (*1942), umetnostna zgodovinarka, bibliotekarka
- Manca Lipoglavšek (*1999), mladinska pisateljica
- Matej Lipoglavšek (*1968), jedrski fizik
- Slava Lipoglavšek-Rakovec (1912–2002), geografinja, kulturna in turistična delavka